# Otto Wofek
Otto Wofek (auch Otto Woffek und Otto Wojek; * 1892; † unbekannt) war ein tschechoslowakischer Tennisspieler.

## Leben
Wofek nahm 1920 am Tenniswettbewerb der Olympischen Sommerspiele in Antwerpen teil. Im Einzel unterlag er zum Auftakt dem Briten Alfred Beamish. Im Doppel trat er mit František Týř an und schied ebenfalls zum Auftakt gegen Oswald Turnbull und Max Woosnam aus Großbritannien aus.
Über Wofeks Leben ist sonst nur sehr wenig bekannt. Weder sein exaktes Geburtsdatum, noch sein Sterbejahr sind überliefert, ebenso wenig wie Informationen über seinen Werdegang neben dem Tennissport. In der Tschechoslowakei spielte er dreimal beim Hainz Memorial, das nach dem im Ersten Weltkrieg gefallenen Tennisspieler Jaroslav Hainz benannt ist.